# 埃雷阿克
埃雷阿克（法語：Éréac，法語發音：[eʁeak]）是法国阿摩尔滨海省的一个市镇，位于该省东南部，属于迪南区。

## 地理
埃雷阿克（48°16'26"N, 2°20'51"W）面积21.21 平方千米，位于法国布列塔尼大區阿摩尔滨海省，该省份为法国西北部沿海省份，位于布列塔尼半岛北部，北濒大西洋英吉利海峡，西接菲尼斯泰尔省，南至莫尔比昂省，东临伊勒-维莱讷省。
与埃雷阿克接壤的市镇（或旧市镇、城区）包括：朗勒拉、梅里亚克、鲁亚克、塞维尼亚克、勒默内、梅尔德里尼亚克。

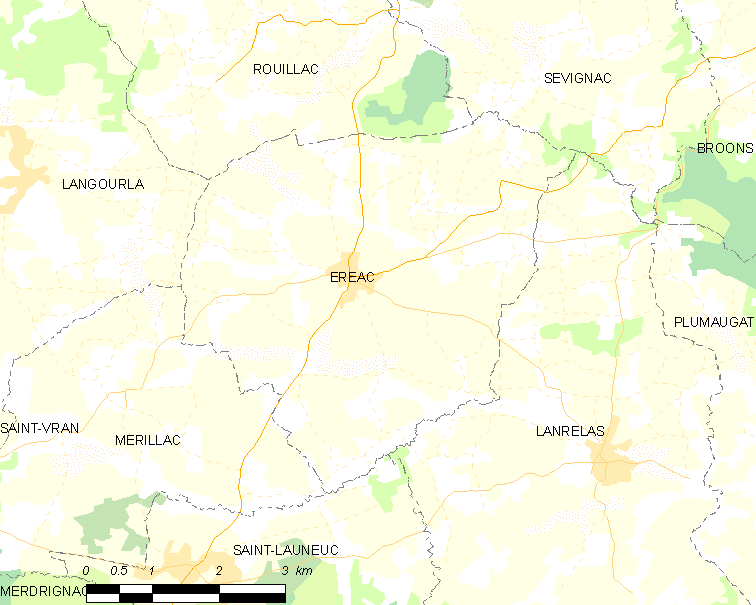
埃雷阿克的OSM定位图

埃雷阿克的时区为UTC+01:00、UTC+02:00（夏令时）。

## 行政
埃雷阿克的邮政编码为22250，INSEE市镇编码为22053。

## 政治
埃雷阿克所属的省级选区为布龙县。

## 人口

1962-2008年间埃雷阿克人口变化图示

埃雷阿克于2022年1月1日时的人口数量为676人。